# بیگ شان
شان مایکل لئونارد اندرسون (انگلیسی: Sean Michael Leonard Anderson؛ زادهٔ ۲۵ مارس ۱۹۸۸) که به طور حرفه ای با نام هنری بیگ شان (به انگلیسی: Big Sean) شناخته می شود یک موسیقی‌دان اهل ایالات متحده آمریکا است. وی از سال ۲۰۰۳ میلادی تاکنون مشغول فعالیت بوده‌است.